# 4-tert-butylbenzaldehyde
4-tert-butylbenzaldehyde is een organische verbinding met als brutoformule C11H14O. De stof komt voor als een heldere, kleurloze vloeistof. Het is een derivaat van benzaldehyde, met een tert-butylgroep in de para-positie ten opzichte van de carbonylgroep.

## Synthese
4-tert-butylbenzaldehyde kan bereid worden door oxidatie van 4-tert-butyltolueen. Dit kan met oxidatoren zoals mangaan(IV)oxide of langs elektrolytische weg.
De stof kan ook bekomen worden door 4-tert-butyltolueen te halogeneren tot 4-tert-butylbenzylchloride of 4-tert-butylbenzylbromide, en dit in een Sommelet-aldehydesynthese om te zetten naar het aldehyde.

## Toepassingen
4-tert-butylbenzaldehyde is een tussenproduct bij de fabricage van diverse stoffen.
In de parfumerie is het een tussenproduct voor een lelietje-van-dalen-geurstof met de merknaam Lilial (2-(4-tert-butylbenzyl)propionaldehyde), die veel in zeep, detergenten en cosmetica gebruikt wordt. Lilial wordt gevormd door 4-tert-butylbenzaldehyde te condenseren met propanal, gevolgd door katalytische hydrogenering.
Door Lilial te condenseren met 2,6-dimethylmorfoline gevolgd door hydrogenering wordt het fungicide fenpropimorf bekomen. 